# Isotopenmethode
Die Isotopenmethode ist ein indirektes Bestimmungsverfahren für die Dichte von Festkörpern. Sie wird für Materialprüfungen in der Industrie, insbesondere bei Holzwerkstoffen eingesetzt. Das Messprinzip beruht auf dem Absorptionsgesetz. Hierbei wird der Prüfkörper mit einer schwachen Gamma-Strahlung durchstrahlt, z. B. aus einer Americium-Quelle. Die auf der anderen Seite ankommende Strahlung wird mittels eines Szintillators als Pulse pro Sekunde gemessen und in Relation zur auf die gleiche Weise gemessenen Strahlungsintensität im probenfreien Messweg gesetzt.